# Julius von Bose
Friedrich Julius Wilhelm von Bose (ur. 12 września 1809 w Sangerhausen, zm. 22 lipca 1894 w Wernigerode) – oficer Armii Cesarstwa Niemieckiego w stopniu generała piechoty, uczestnik wojny prusko-austriackiej i wojny prusko-francuskiej.

## Życiorys
W 1826 roku wstąpił do Armii Królestwa Prus i rozpoczął służbę w 26. Pułku Piechoty, a trzy lata później został oficerem. W latach 1832-1835 kształcił się w Pruskiej Akademii Wojennej w Berlinie. W 1848 roku, służąc w dowództwie IV Korpusu Armijnego, awansował na stopień kapitana (niem. Hauptmann). W 1852 roku objął dowództwo nad kompanią w 27. Pułku Piechoty. Następnie w stopniu majora został przydzielony do dowództwa Korpusu w Magdeburgu. W 1858 roku, po awansie na podpułkownika (niem. Oberstleutnant) zastąpił Helmutha von Moltke na stanowisku szefa sztabu IV Korpusu. W 1860 roku tymczasowo objął dowództwo nad 40. Pułkiem Fizylierów, a już niecały rok później przydzielony został do Ministerstwa Wojny. Od 1864 roku, w stopniu generała majora dowodził 15. Brygadą Piechot i na tym stanowisku wziął udział w wojnie prusko-austriackiej. Był autorstwem zwycięstwa wojsk pruskich w bitwie pod Podolem, jednak nie wykorzystał przewagi i Austriakom udało się wycofać. Uczestniczył równeiż w bitwie pod Sadową, a za swoje zasługi został odznaczony orderem Pour le Mérite. Po przyłączeniu do Prus Królestwa Hanoweru objął dowództwo nad, stacjonującą tam 20. Dywizją Piechoty, która weszła w skład nowoutworzonego X Korpusu Armijnego. Wówczas awansował na stopień generała porucznika (niem. Generalleutnant). Po wybuchu wojny prusko-francuskiej został dowódcą XI Korpusu Armijnego. Uczestniczył między innymi w bitwie pdo Wissembourgiem i bitwie pod Wörth. W wyniku odniesionych obrażeń w drugim ze starć, został trafiony w biodro i w piętę, nie brał udziału w dalszych zmaganiach wojennych. Po zakończeniu konfliktu, w stopniu generała piechoty (niem. General der Infanterie) pozostał na stanowisku dowódcy XI Korpusu, a w 1880 roku przeszedł w stan spoczynku. Od 1873 roku był szefem 31. Pułku Piechoty, który po jego śmierci w 1894 roku otrzymał imię Infanterie-Regiment „Graf Bose“ .

## Odznaczenia
Odznaczenia gen. von Bose to między innymi:
- Order Orła Czarnego na łańcuchu
- Krzyż Wielki Orderu Orła Czerwonego z liśćmi dębu i mieczami
- Order Orła Czerwonego II klasy z mieczami i liśćmi dębu
- Gwiazda Wielkiego Komtura Orderu Hohenzollernów
- Order Pour le Mérite
- Order Królewski Korony II klasy
- Krzyż Żelazny I klasy
- Order Świętego Jana
- Krzyż Wielki Orderu Ludwika (Hesja)
- Krzyż Wielki Orderu Zasługi Filipa Wspaniałomyślnego (Hesja)
- Medal Zasługi Wojennej (Schaumburg-Lippe)
- Krzyż Zasługi Wojskowej II klasy (Meklemburgia)
- Kawaler Orderu Leopolda (Austro-Węgry)
- Kawaler Orderu Korony Żelaznej III klasy (Austro-Węgry)
- Order Świętego Aleksandra Newskiego z brylantami i koroną (Imperium Rosyjskie)
- Order Świętego Jerzego IV klasy (Imperium Rosyjskie)
- Krzyż Wielki Orderu Sokoła Białego z mieczami (Saksonia)
- Krzyż Wielki Orderu Ernestyńskiego (Saksonia)
- Krzyż Zasługi I klasy (Schwarzburg)
- Komandor I klasy Orderu Miecza (Szwecja)
- Krzyż Wielki Orderu Karola III z koroną (Hiszpania)
- Krzyż Zasługi Wojskowej I klasy (Waldeck)
- Krzyż Wielki Orderu Zasługi Wojskowej (Wirtembergia)
- Komandor Orderu Korony Wirtemberskiej (Wirtembergia)